# Universidade de Vitória (Austrália)
A Victoria University é uma universidade localizada no estado de Vitória, Austrália. Foi fundada em 1916.